# LF空間
数学における LF-空間（エルエフくうかん、英: LF-space）は、ベクトル空間の一類で、一口に言えばシュヴァルツ超函数の構成法を抽象化するものである。LF-空間の名は、それがフレシェ空間の増大列の合併（正確には、狭義の可算帰納極限と呼ばれるもの）になっていることに由来する (inductive Limit of F-space)。

## 定義
LF-空間とは、局所凸空間 E であって、以下の性質を持つフレシェ空間の列 (En) を持つものを言う。
1. En は単調増大: 任意の n ∈ N について En ⊂ En+1 が成り立つ。
2. 各 n ∈ N に対して、En の位相は En+1 からの部分空間の位相である。
3. E は En すべての合併に等しい。
4. E の位相は、任意の包含写像 En ⊂ E を連続にする最も細かい局所凸位相である。

このような性質を満たすフレシェ空間列 (En) を LF-空間 E の定義列と呼ぶ。特に定義列の各項がバナハ空間である場合の LF-空間を LB-空間とも呼ぶ。

## 例
任意のフレシェ空間 E は、定値列 En = E を定義列として、LF-空間である。
K-値有限列全体の成す数列空間 c00 = c00(K) は、(n + 1)-番目以降の全ての項が 0 となるような数列全体の成す部分空間を Kn と同一視するとき、Kn を定義列とする LF-空間、特に LB-空間を成す。空間 c00 の位相は、任意の半ノルムが位相を定める最も細かい凸位相である。
シュヴァルツ超函数論における構成を振り返ると、コンパクト集合 K ⊂ Rm と K に台を持つ無限回微分可能函数の空間 C∞(K) に対し、開集合 Ω ⊂ Rm 上の試験函数の空間は
{\displaystyle {\mathcal {D}}(\Omega ):=\bigcup \{C^{\infty }(K);\;K\subset \Omega \}}
で与えられる。{\displaystyle {\mathcal {D}}(\Omega )} は任意の包含写像
{\displaystyle C^{\infty }(K)\subset {\mathcal {D}}(\Omega )}
を連続とする最も細かい局所凸位相を持つから、{\displaystyle {\mathcal {D}}(\Omega )} は LF-空間である。定義フレシェ空間列は、Ω 内のコンパクト集合列 (Kn) で、各 Kn が Kn+1 の内部に含まれ、かつ Kn 全ての合併が Ω を被覆するものに対する (C∞(Kn)) で与えられる。ここで、{\displaystyle {\mathcal {D}}(\Omega )} の位相が、コンパクト集合列の取り方に依らないことに注意。

## 性質

### 有界性
LF-空間 E における有界性は、E の定義列を用いて次のように述べることができる：
- 集合 B ⊂ E が有界であるための必要十分条件は、適当な自然数 n ∈ N を選べば B ⊂ En かつ B が En において有界とできることである。

### 連続性
LF-空間 E から別の局所凸空間 F への線型作用素の連続性は、E の定義列 (En) によって次のように特徴付けることができる：
線型作用素 T: E → F が連続となるのは、任意の制限
{\displaystyle T|_{E_{n}}\colon E_{n}\to F}
が全て連続となるときである。

### 完備性
ケーテの減少定理により、任意の LF-空間は完備である。

### 他の空間との関係
LF-空間は樽型、有界型かつ超有界型であり、ウェブを持つ。故に、バナッハ空間論でよく知られた古典的な三定理は LF-空間に対して一般化することができる。
バナハ・シュタインハウスの定理（一様有界性原理）(Tα)α∈I を局所凸空間の間の連続線型作用素 E → F の族で、E は LF-空間かつ集合 {Tα(x); α ∈ I} が各 x ∈ E に対して有界とすると、(Tα)α∈I は同程度連続、即ち各近傍 V ⊂ F に対して適当な近傍 U ⊂ E を選んで、Tα(U) ⊂ V が全ての α ∈ I に対して成り立つようにできる。
開写像定理LF-空間の間の連続線型な全射 T: E → F は開である。
閉グラフ定理LF-空間の間の線型写像 T: E → F はそのグラフが閉集合ならば連続である。

## 応用
シュヴァルツ超函数論では、開集合 Ω ⊂ Rm 上の超函数を、線型写像
{\displaystyle T\colon {\mathcal {D}}(\Omega )\to \mathbb {R} }
で、以下の連続性条件:
K ⊂ Ω がコンパクトで、{\displaystyle {\mathcal {D}}(\Omega )} 内の K に台を持つ函数列 (fn) が一様に fn → 0 を満たすならば、T(fn) → 0 が成り立つ。
を満たすものと定義する。この定義において、この連続性条件が位相に関する連続性を表していることは、一見してわかりよいものではない。実はこれに関しては、{\displaystyle {\mathcal {D}}(\Omega )} がボルノロジー空間ゆえ、点列連続性を考えれば十分なのである。つまり、コンパクト集合 K ⊂ Ω について C∞(K) 上の T に対する制約条件を与えることに他ならない。先に述べた LF-空間上の線型作用素の連続性に対する性質から、実際に {\displaystyle {\mathcal {D}}(\Omega )} の LF-空間としての位相に関する連続性が導かれる。
このようにして、LF-空間 {\displaystyle {\mathcal {D}}(\Omega )} 上の連続線型汎函数として定義されるシュヴァルツ超函数の概念的構造が表される。